# Văleni, Vaslui
Văleni là một xã thuộc hạt Vaslui, România. Dân số thời điểm năm 2002 là 6758 người.